# ムラサキトキワスズメ
ムラサキトキワスズメ（学名：Uraeginthus ianthinogaster）は、スズメ目カエデチョウ科に分類される鳥類の一種。
アオハラトキワスズメとも呼ばれる。

## 分布
アフリカ東部。

## 形態
全長約13.5cm。